# عبد الهادي خميس
عبد الهادي خميس خضير (مواليد 19 ديسمبر 1990) لاعب كرة قدم كويتي يجيد اللعب في مركز الهجوم مع نادي القادسية الرياضي في الدوري الكويتي الممتاز.

## روابط خارجية
- عبد الهادي خميس على موقع قاعدة بيانات كرة القدم.إي يو (الإنجليزية)
- عبد الهادي خميس على موقع ناشيونال فوتبول تيمز (الإنجليزية)